# Скамон Беј (Аљаска)
Скамон Беј (енгл. Scammon Bay) град је у америчкој савезној држави Аљаска.

## Демографија
По попису из 2010. године број становника је 474, што је 9 (1,9%) становника више него 2000. године.
| Група             | 2000.    | 2010.    |
| Белци             | 9 (1,9%) | 2 (0,4%) |
| Афроамериканци    | 1 (0,2%) | 0 (0,0%) |
| Азијати           | 0 (0,0%) | 0 (0,0%) |
| Хиспаноамериканци | 1 (0,2%) | 0 (0,0%) |
| Укупно            | 465      | 474      |